# Вільям Пауелл Фріт
Вільям Пауелл Фріт (англ. William Powell Frith [friθ] 19 січня 1819, Північний Йоркшир — 9 листопада 1909, Лондон) — англійський художник, який писав портрети та картини що змальовували життя суспільства за часів вікторіанської епохи. У 1853 році його було обрано до Королівської академії мистецтв після того як він представив свою дипломну роботу The Sleeping Model. Фріта також називають «найбільшим британським художником соціальних сцен з часів Хогарта».

## Раннє життя
Вільям Пауелл Фріт народився 19 січня 1819 року в місті Алдфілді, що розташоване неподалік від Ріпона, яке знаходиться в Північному Йоркширі. Ще з ранніх років займатися мистецтвом його переконав батько, який в свій час був господарем готелю в Харрогіті. Щоб підготуватися до вступу в Королівську академію мистецтв, у 1835 році він переїжджає до Лондона і починає своє навчання в Академії Генрі Сасса (Sass's Academy in Charlotte Street). Після довгих зусиль в кар'єрі художника-портретиста у 1838 році він мав змогу провести власну виставку у Британському інституті. У 40-ві роки він часто писав портрети видатних літературнух діячів, наприклад таких як Чарлз Діккенс або Лоренс Стерн.

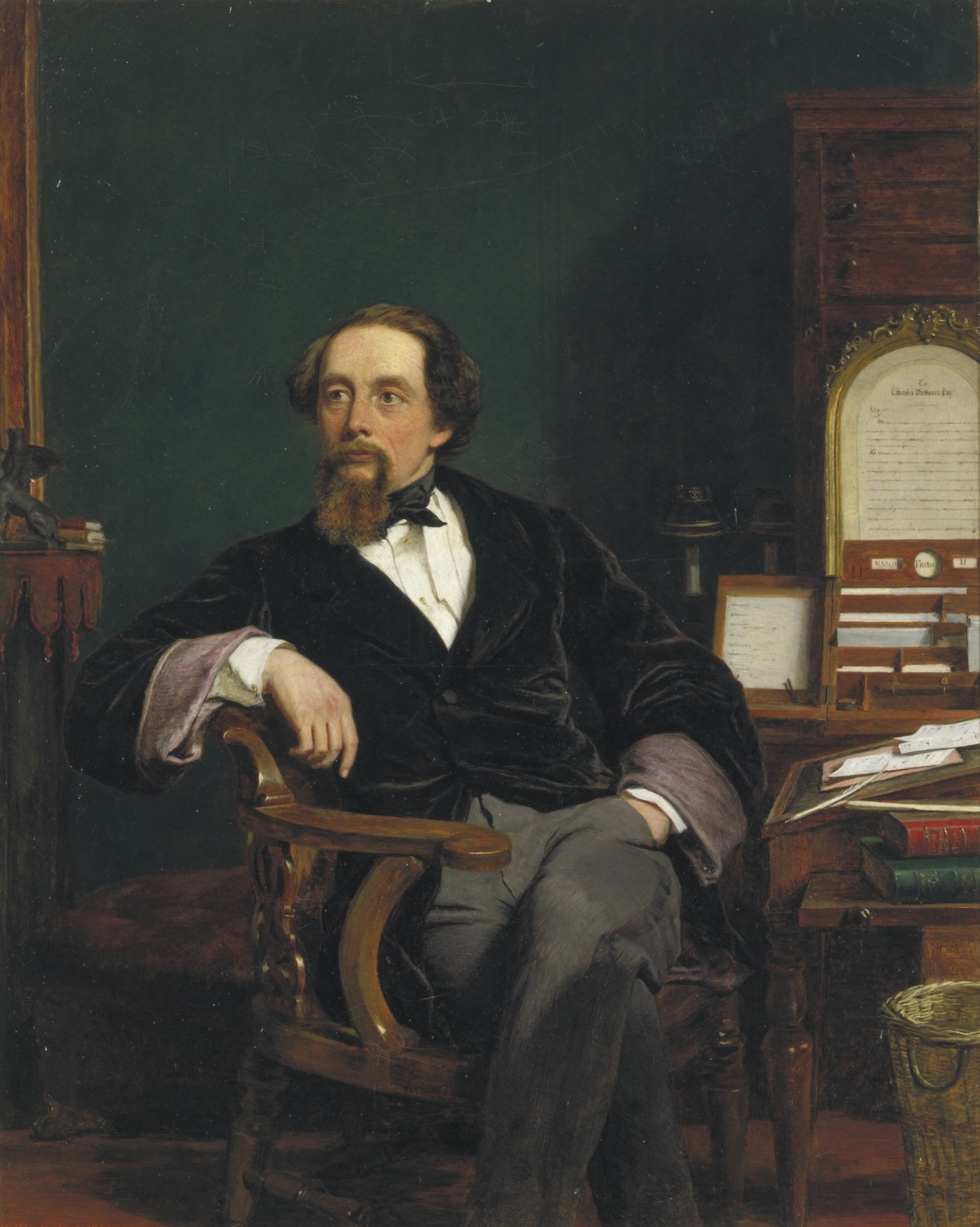
Charles Dickens by Frith 1859 (2)

Фріт також був чудовим дядьком і безцінним радником англійського художника-портретиста Генрі Кейворта Рейна(1872—1934), сина Реверенда Джеймса Рейна .

## Кар'єра

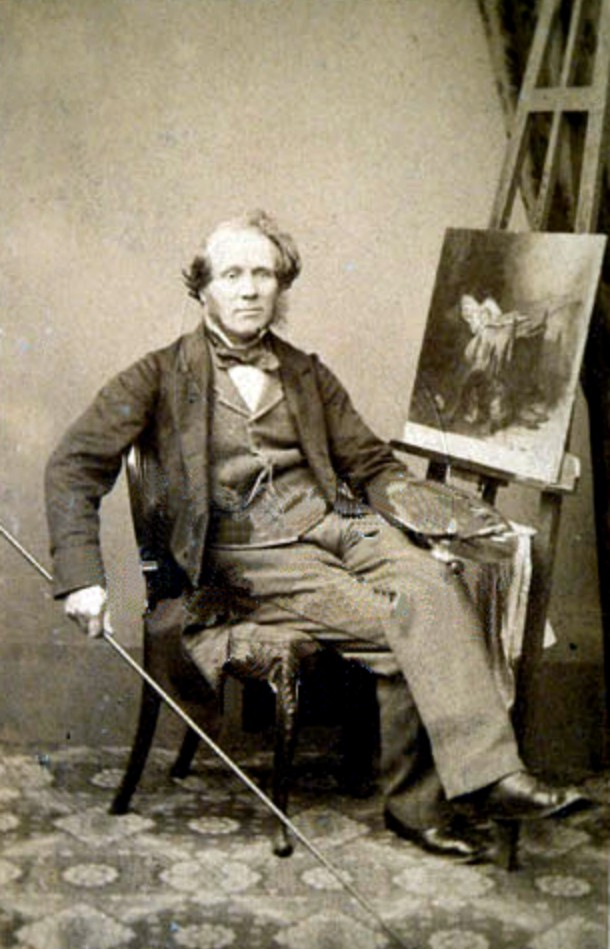
William Powell Frith04a

Фріт брав участь у роботі спілки художників The Clique яка була заснована Річардом Даддом. Безперечно, на його творчість вплинули роботи Девіда Вілкі. Знаменита картина Вілкі The Chelsea Pensioners допомогла розвинути Фріту свої навички та написати декілька робіт в такому стилі. Він створює не просто картини, а багатофігурні композиції, на яких змальоване суспільство вікторіанської епохи, в особливості певні постаті, які по-різному взаємодіяли між собою в громадських місцях.
Наприклад на картині «Ramsgate Sands», 1854, яка також відома під назвою «Життя на узбережжі», він зображував відвідувачів та артистів на приморському курорті. Незабаром він напише картину «The Derby Day» на якій буде зображений натовп на скачках в Епсом Даунс (Epsom Downs[недоступне посилання з червня 2019]). Відомо, що при роботі над нею художник використовував фотографії Роберта Хоулетта (Robert Howlett). У 1858 цю картину купив Джейкоб Белл (Jacob Bell) за £1,500 (1500 фунтів стерлінгів). Через її надмірну популярність, вона, навіть, була захищена спеціальними металевими пластинами на виставці Королівської академії мистецтв. Іншою не менш популярною картиною Фріта була «The Railway Station», на якій зображено залізничну станцію Паддінгтона (Paddington station). У 1865 році Фріт написав Marriage of the Prince of Wales, де змалював весілля принца Уельського.
Фріт був традиціоналістом, який висловлював своє антипатію та огиду до сучасних творів мистецтва у парі автобіографіях: «Моя автобіографія і спогади» (1887), «Подальші спогади (1888)» та інших творах. Він також був запеклим ворогом прерафаелітів та естетичного руху, який він сатиризував у своїй картині «Приватний вигляд у Королівській академії» (1883).
У 1856 році Фріт сфотографувався в «The Photographed Institute» Роберта Хоулетта, серії портретів «прекрасних художників». Фото було виставлене на виставці Art Treasures в Манчестері в 1857 році.
У 1909 році Фріт помер та був похований на Кенсальському зеленому кладовищі в Лондоні.

### Виставки та спадщина
Перша велика ретроспектива рідної Британії Фріта протягом півстоліття була поставлена в Художній галереї Guildhall в Лондоні в листопаді 2006 року. В березні 2007 року вона перейшла до Художньої галереї Mercer в Харрогейті, Північний Йоркшир. Навчання Фріта за його останню велику роботу «The Private View», 1881, знаходиться в художній галереї Mercer. Картини Фріта знаходяться в колекції декількох британських інститутів, включаючи Derby Art Gallery, Шеффілд, Харрогейт і Музей Вікторії та Альберта.

## Особисте життя
За все своє життя Фріт був одружений двічі. У нього було дванадцять дітей з першою дружиною Ізабель, та, на великий подив, з коханкою (Мері Алфорд, колишньою його підопічною) сім інших дітей — все це суттєво контрастує з сімейними сценами, зображеними в картинах, таких як «Many Happy Returns of the Day». Фріт одружився з Мері після смерті Ізабели в 1880 році. Дочка з першої сім'ї, Джейн Еллен Пантон, опублікувала «Leaves of a life» в 1908 році. Це книга дитячих спогадів, що описує її батька та їх сімейний набір художників, особливо членів The Clique.

## Галерея

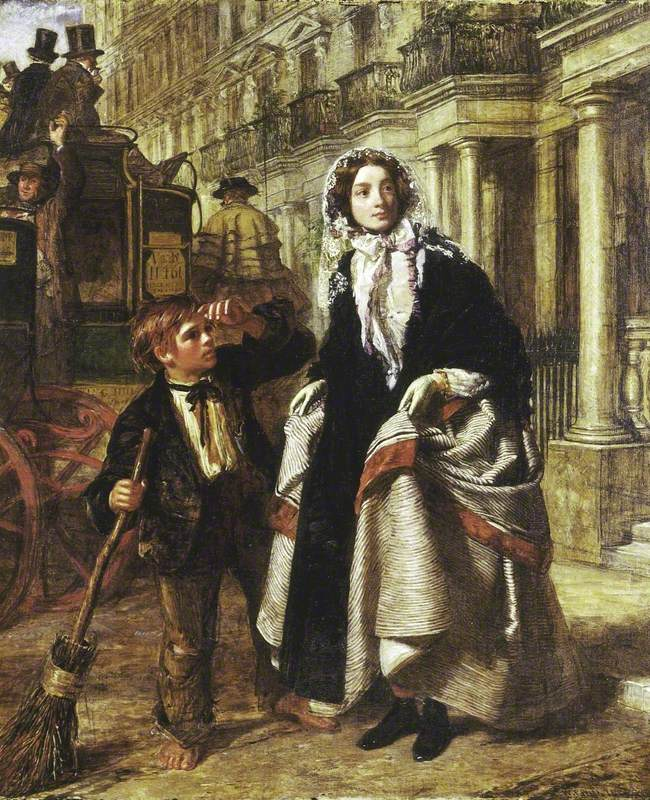
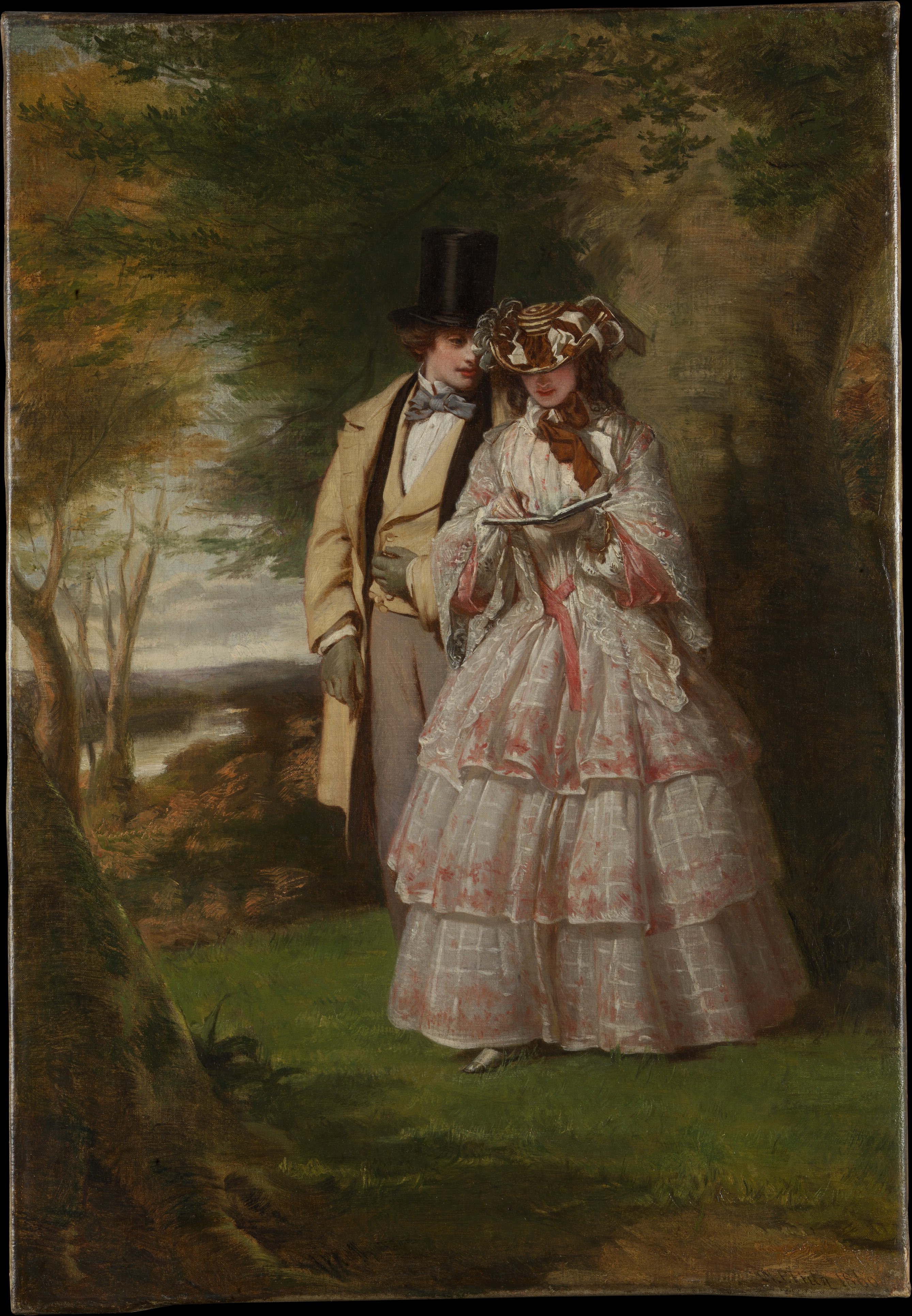
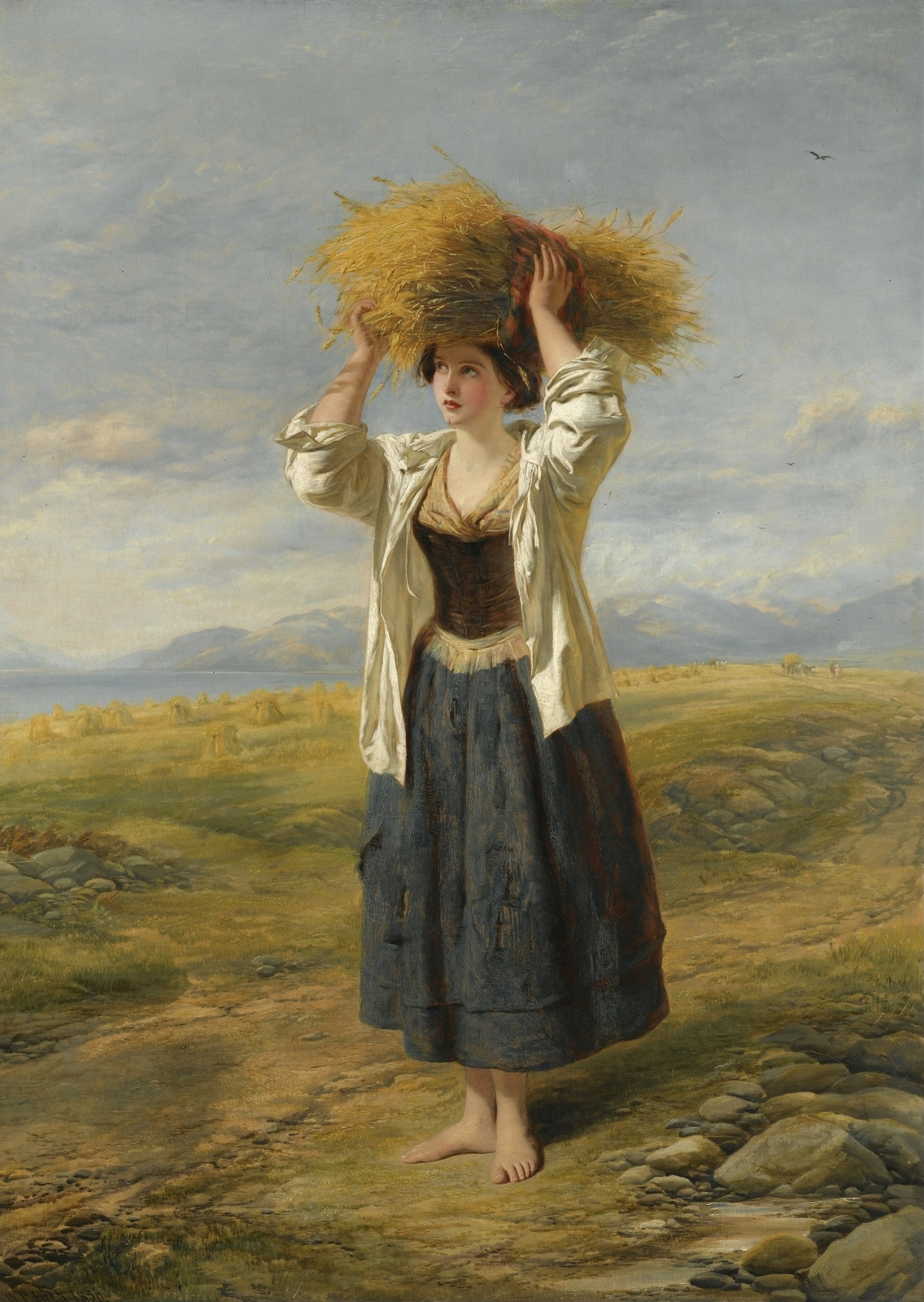
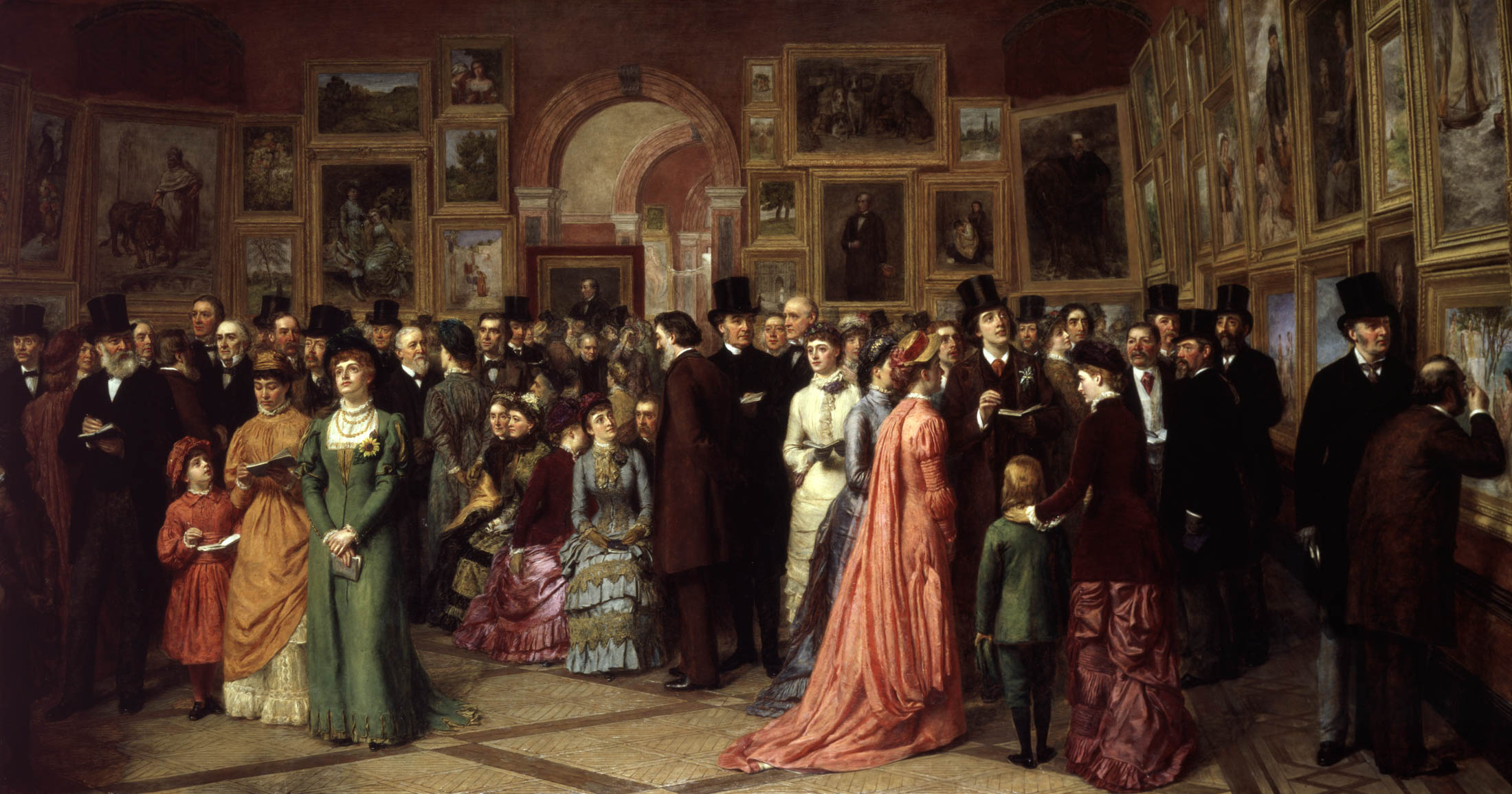
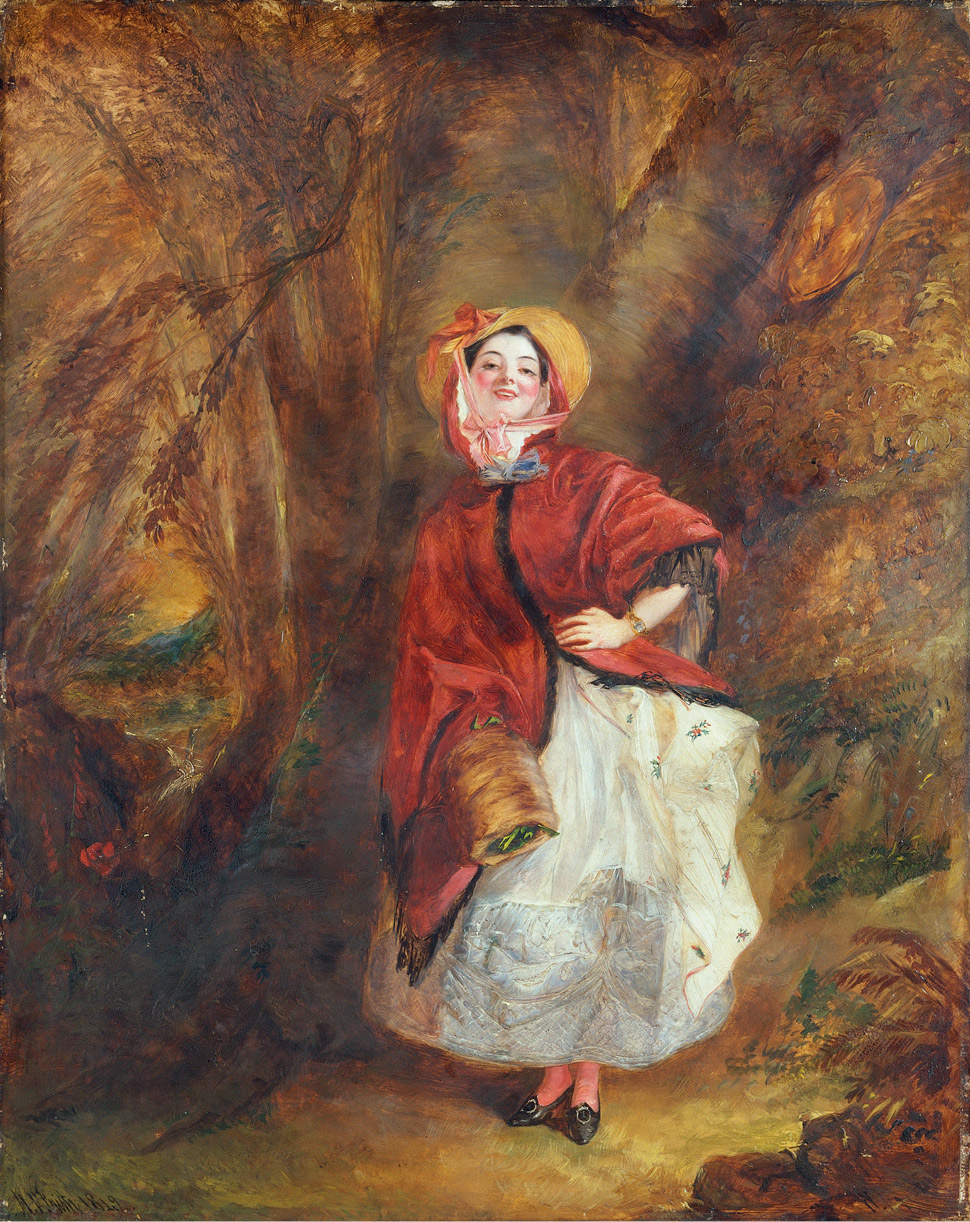
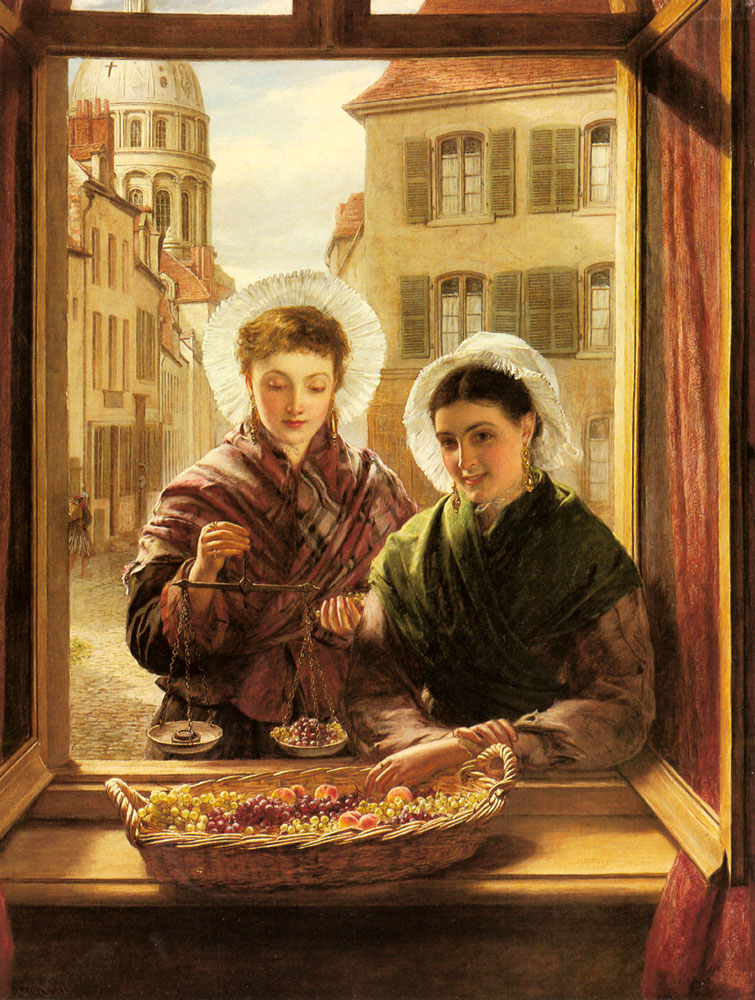
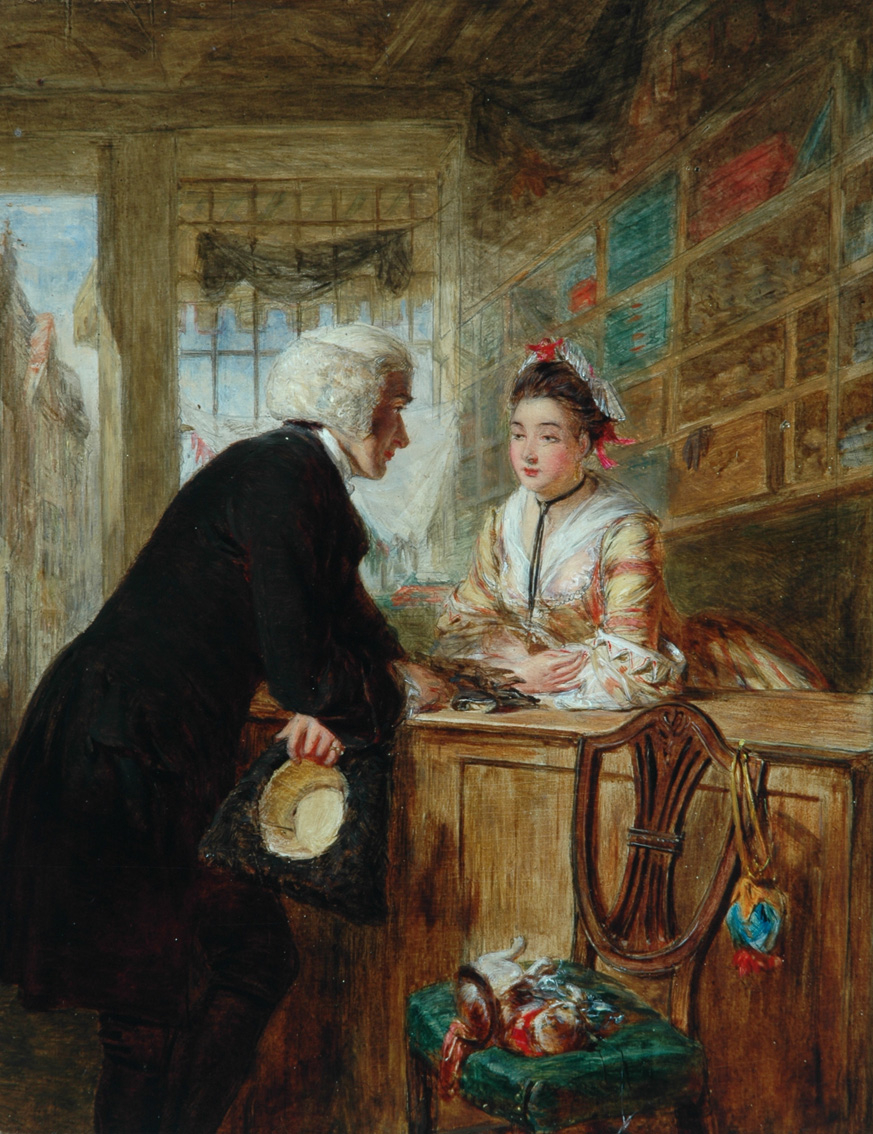
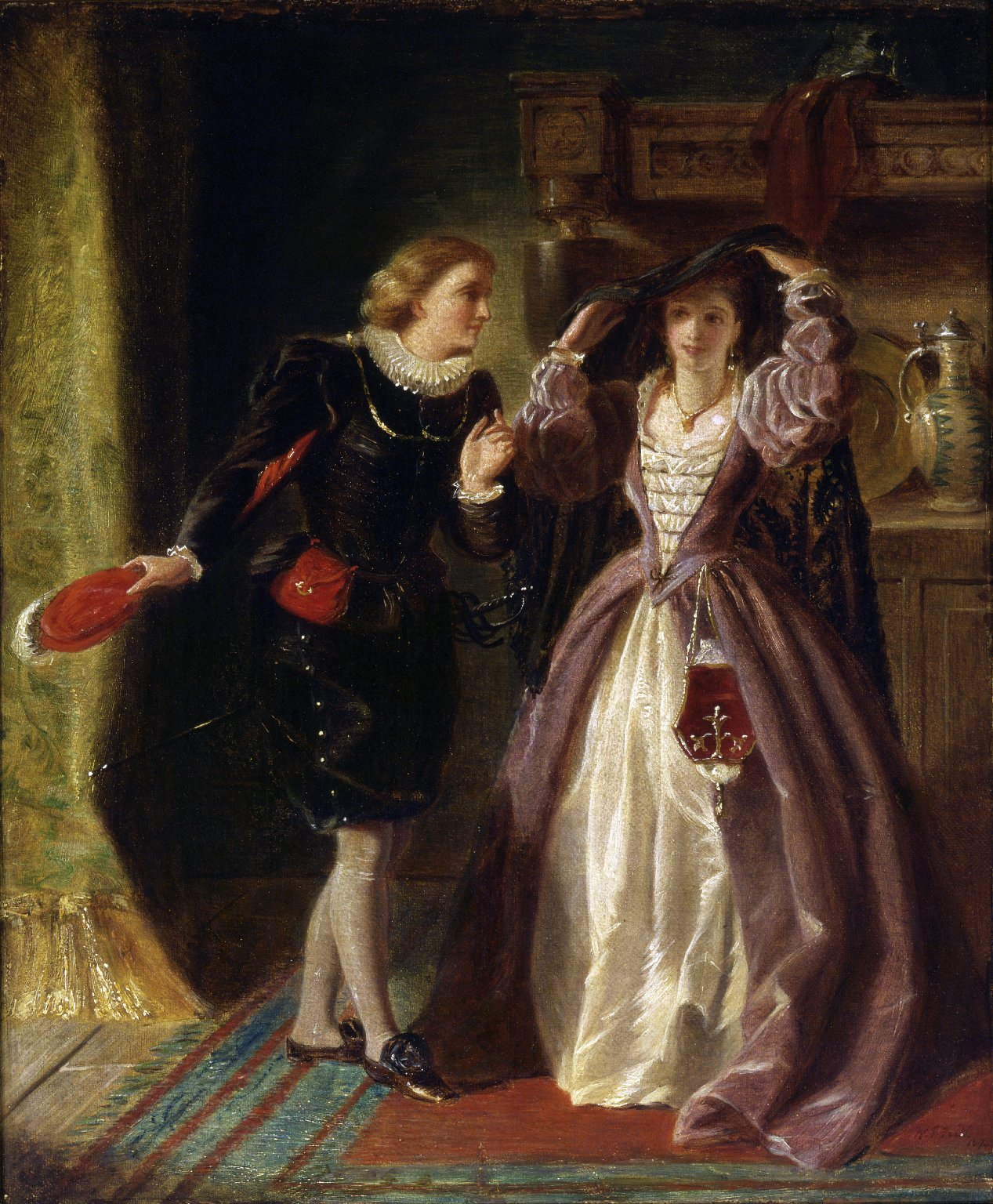
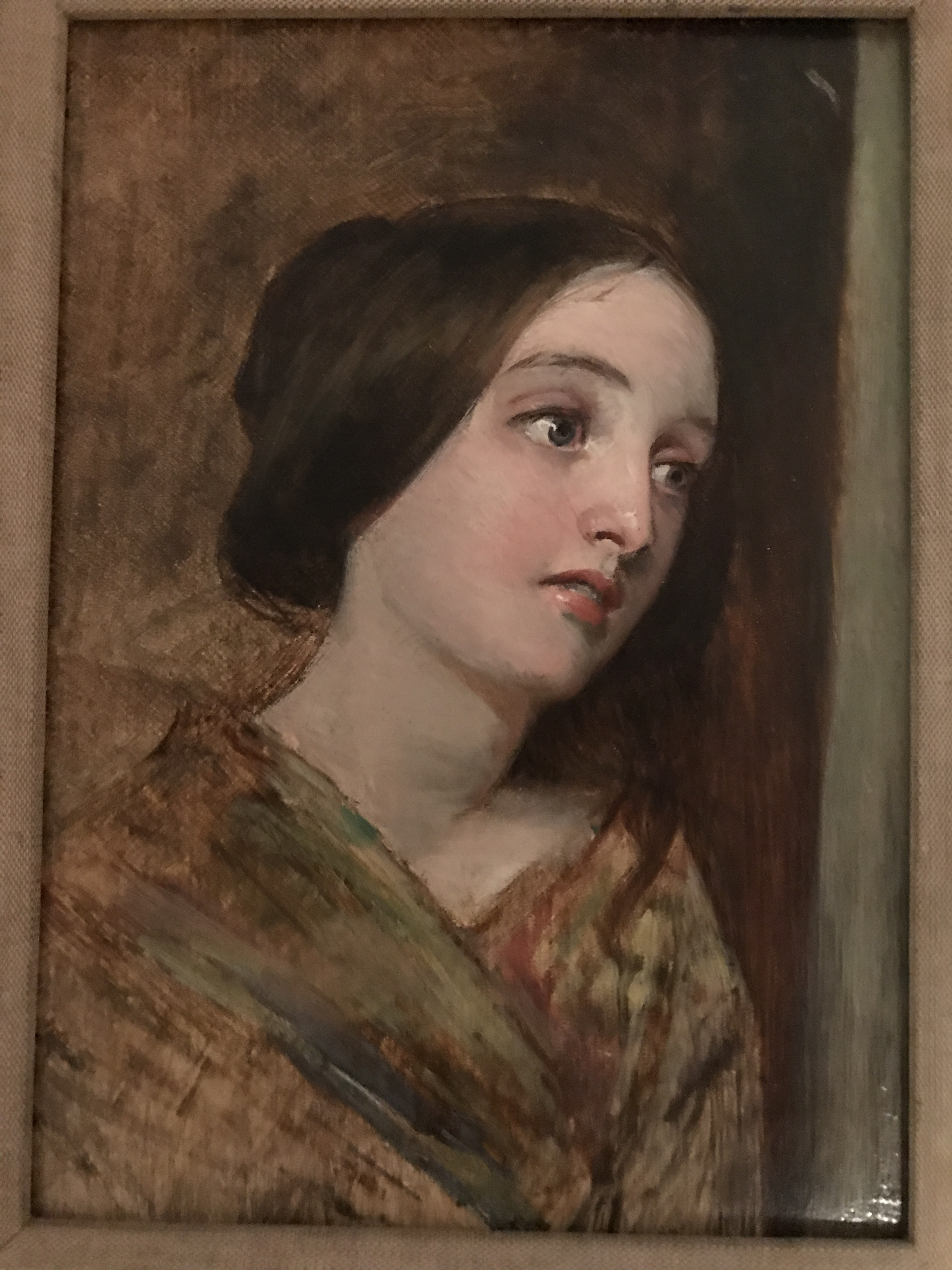
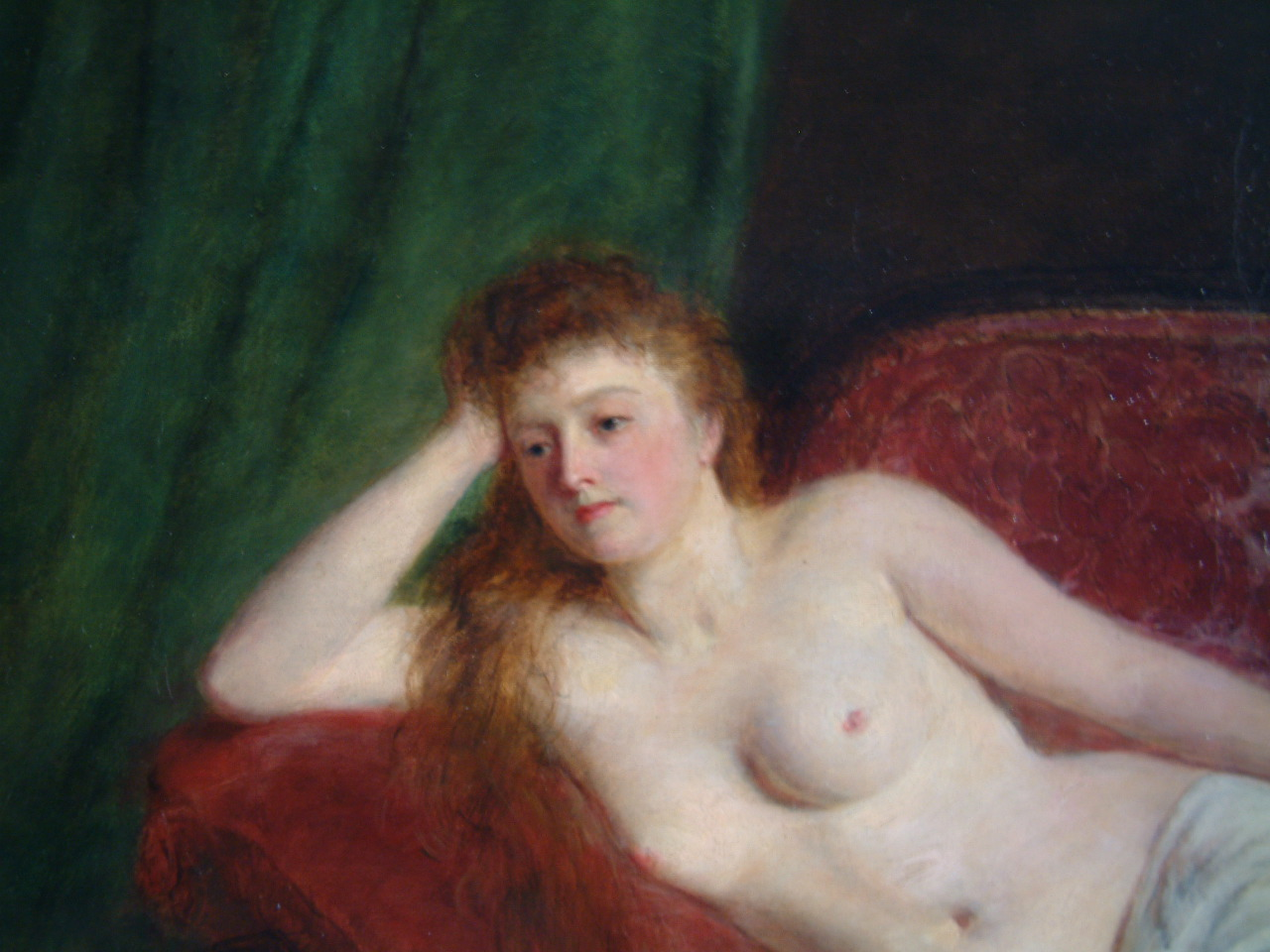

## Твори
- My Autobiography and Reminiscences (1887).
- Further Reminiscences (1888).
- John Leech, His Life and Work,(1891).

## Подальше читання
- Bills, Mark (2006). William Powell Frith: Painting the Victorian Age. Yale University Press. ISBN 0-300-12190-3
- Wood, Christopher (2006). William Powell Frith: A Painter and His World. Sutton Publishing Ltd. ISBN 0-7509-3845-5